# REN (polecenie)
REN – dyrektywa rezydentna systemu CP/M oraz środowiska Windows, zlecająca wykonanie polecenia zmiany nazwy pojedynczego pliku. Nazwa polecenia jest skrótem od słowa z języka angielskiego rename.
Dyrektywa ta ma następującą postać:
REN [X:]nazwa_jednoznaczna=nowa_nazwazmiana nazwy pliku nazwa_jednoznaczna na nazwę nowa_nazwa, z bieżącego katalogu lub (jeżeli wyspecyfikowano) z napędu X:
Powyższym poleceniem można zmieniać nazwy zbiorów z obszaru bieżącego użytkownika. Zmiana nazwy pliku z obszaru innego użytkownika, wymaga przejścia do obszaru tego użytkownika dyrektywą USER. Ponadto należy podkreślić, że polecenie umożliwia zmianę nazwy pliku tylko w obrębie jednej dyskietki, czyli nie może mieć zastosowania do przenoszenia pliku. Także nie można stosować nazw wieloznacznych do zmiany nazw wielu plików naraz.
Przykłady poprawnych dyrektyw REN:
```
A> REN PR1.PAS=PR10.PAS
A> REN B:CC.ASM=TEST.BAK

```

Niepoprawna dyrektywa REN:
```
A> REN B:PR1.PAS=A:PR10.PAS

```

Polecenie REN może wygenerować następujące komunikaty:
FILE EXISTw przypadku, gdy istnieje już plik o nazwie: nowa_nazwa,
NO FILEw przypadku, gdy plik o nazwie nazwa_jednoznaczna nie zostanie odnaleziony.